# Апостолци
Апостолици или Апостолска браћа су приталице учења Герхарда Сагалела, који је живео у Парми (Италија) у периоду између 1240. и 1300. године. Читавих стотину година, раније другима а потом и њему, пример и узор био је Фрањо Асишки који се одрекао свих својих породичних добара. Исто је урадио и Сагалело. У почетку га нису прихватали у фрањевачком реду, па је око 1260. сам почео да приповеда своје учење о хришћанској вери.

## Идеје
Идеал Герхарда Сагелела било је „сиромашко хришћанство“ које свом силином извире из Светог писма. Велики утицај извршио је на њега и познати Ђоакино да Фјоре, велики теолог и мистик који ће многим „јеретичким“ покретима постати инспиратор размишљања о томе каква би требало бити Христова црква на земљи. И око њега се почела окупљати позамашна група присталица. Он, међутим, није желио да стане на чело покрета, али се покрет убрзо проширио широм Италије, Аустрије, Француске, Немачке па чак и Енглеске.
Основни организациони принцип био је повезивање у јаке комуне које би поседовале земљу читавог насеља и, колективно је обрађујући, стварале потребна места за живот, која су називали credenze, неком врстом осигурања .
Као и фрањевци, и апостолици су практиковали скроман живот, на граници сиромаштва. Веру су приповедали јавно, на пијацама, трговима, улицама као и у црквама које су им уступали свештеници римокатоличке цркве који су показивали симпатије према апостилицима. За разлику од фрањеваца, били су противници ма каквих издатака становништва у корист римокатоличке цркве, укратко – енергично су се опирали убирању дећиме – десетине у корист цркве. Били су и против сваке световне власти римокатоличке цркве, за коју су држали да се неповратно испрофанисала. Крштавали су само одрасле, били против сваке клетве и молили се у самоћи. Позната је њихова изречица „Боље је молити се у себи без гласа, него молити се формално а гласно.“

## Активности
Учењу Герхарда Сегалела посебно су биле привржене жене. Између себе оне су се називале сестрама. Око самог Сегалела плеле су се бројне легенде које о њему и његовим присталицама постоје и у садашњој литератури.
Апостолци су посебну пажњу посвећивали проповедима које су упућивали омладини. Године 1280. долази до велике побуне народа у граду Ређо Емилија, уперене против клера који је упорно убирао десетину. Апостолци и Сегалело су окривљени на првом месту. Коначно, фра Герхард је ухапшен и приведен епископу Парме, велечасном Обицију Санвитали. У почетку је Санвитали држао заробљеника у једној ћелији епископског двора у Парми, а након неког времена дозволио му је да се слободно креће у оквирима епископског двора. Касније је и сам епископ показао интерес да се упусти у разговор са овим „јеретиком“. Брзо је стекао утисак да се ради о безазленом занесењаку који је чак подсећао на забављаче какве су имали владари средњег века, такозване ђуларе.

## Прогон апостолаца
Епископово мишљење, међутим, нису делили остали у структурама цркве, те су и даље стезали обруч око апостолаца. Тако је 1285. године, по одлуци папе Хонорија V (1285-1287), свим апостолицима наређено да промене одоре (пепељасту капуљачу и бели огртач) и уђу у редовне и признате црквене редове. Мали број је прихватио папину наредбу. Остали су протерани из цркве и из Парме. Већ 1290. Године забележени су први случајеви спаљивања на ломачама живих припадника ове секте. Радило се о два мушкарца и две жене. Оваква пракса постајала је све чешћа и масовнија. 18. јуна 1300. године спаљен је и сам Гертхард Сегалело.